# Pedro de Oña
Pedro de Oña, né à Angol (actuel Chili) en 1570 et mort à Lima (actuel Pérou) vers 1643, est un poète, théologue et écrivain chilien.
Son œuvre principale est l'Arauco Domado, un long poème épique commandé par García Hurtado de Mendoza, vice-roi du Pérou, en réponse à La Araucana d'Alonso de Ercilla. Avec Arauco Domado, Pedro de Oña devient le premier poète né au Chili.

## Biographie
Pedro est le fils du capitaine de Burgos Gregorio de Oña, qui est passé au camp chilien en 1558, et d'Isabel de Villegas y Acurcio. Quand son père meurt lors d'une bataille de la guerre d'Arauco, il déménage à Lima où il obtient une bourse pour être assigné au Collège royal de San Felipe y San Marcos en 1590 : il y obtient une licence en Arts. Il sent très tôt une affinité à la littérature.
Sous les ordres de Pedro de Arana, il participe à une expédition envoyée en 1593 à Quito pour étouffer la rébellion qui a émergé contre les alcavales. À son retour, il s'inscrit à l'université nationale principale de San Marcos pour suivre le cursus de Théologie. Nommé corrégidor de Jaén de Bracamoros le 3 mai 1596, il présente le 7 juin 1596 le manuscrit de l'Arauco Domado au cabildo de la ville pour que Leandro de Larrinaga Salazar (es) le relise. Il semblerait que Pedro de Oña ait été corrégidor jusqu'en 1602.
Il voyage ensuite à Charcas, Santiago del Estero et enfin Córdoba où il arrive en juin 1606. Il est possible qu'il ait embarqué depuis Buenos Aires vers l'Espagne : il y a représenté l'Académie Antarctique (es) en souscrivant l'un des poèmes laudatifs que Diego Mexía de Fernangil (es) avait ajouté aux préliminaires de son œuvre Parnaso antártico (1608).
Il rentre à Lima où il est nommé corrégidor de Yauyos (es) de juin 1608 à octobre 1610. Il est témoin du violent tremblement de terre qui a eu lieu à Lima en 1609 et écrit El Temblor de Tierra de Lima à ce sujet. Il part ensuite à Cuzco, où il est corrégidor de Vilcabamba de 1615 à 1617 et de Calca vers 1630. Il y termine un long poème historique en 1635. On sait qu'il y a vécu au moins jusqu'en 1643.

## Œuvre
Pedro de Oña a créé une variante du huitain : le « huitain de Pedro de Oña », qui se compose de huit hendécasyllabes en rimes consonantiques ABBAABCC. C'est une modification de l'octave sicilienne (en), produite par son croisement avec le couplet d'art majeur (es) :
« Si pluma y vista de águila tuviera,      (A)
pluma con que romper el vacuo seno  (B)
y vista para ver el sol de lleno,               (B)
seguro de temor volara y viera,             (A)
o si tan remontada no estuviera            (A)
la soberana cumbre do me estreno,     (B)
prestárame el trabajo sus escalas        (C)
o me valiera entonces de mis alas.       (C) »

### Publications
- Arauco Domado (1596)
- El Temblor de Tierra de Lima (1609)
- Ignacio de Cantabria (1629)
- El vasauro (1635)